# Fuente Rimondi
La Fuente Rimondi es una fuente veneciana en la Plaza Rimondi, en Rétino, en la isla de Creta, en la actual Grecia.
Esta fuente fue construida en 1629 por los venecianos. Lleva el nombre de Alvise Rimondi entonces gobernante de la ciudad. El escuado de la familia Rimondi es también visible en el monumento.
La fuente incluye cuatro columnas corintias que separan tres cabezas de león, de la fuente de agua. Originalmente, la fuente fue protegida por una cúpula de la cual sólo quedan unos pocos fragmentos.